# Южный управленческий округ
Южный управленческий округ — территориальное формирование в Свердловской области, не являющееся административно-территориальной единицей, но имеющее территориальный исполнительный орган государственной власти в виде администрации управленческого округа. Центр округа — город Каменск-Уральский.
Округ образован в 1997 году. Площадь округа составляет 11 314,3 км². Численность населения — 615 128 человек (на 2018 год). Управляющий округом — Бовт Сергей Михайлович.
Администрация управленческого округа является территориальным межотраслевым исполнительным органом государственной власти Свердловской области, участвующим в выработке мер по обеспечению комплексного социально-экономического развития Свердловской области, координации деятельности территориальных отраслевых исполнительных органов государственной власти Свердловской области, осуществлению анализа и прогноза социально-экономического развития Свердловской области на территориях одной или нескольких административно-территориальных единиц Свердловской области.

## Состав
Округ разделён на 14 муниципальных образований, в составе которых 256 населённых пунктов (8 городов, 5 посёлков городского типа, 86 посёлков, 67 сёл, 89 деревень и 1 хутор).
| №  | Муниципальное образование                     | Административный центр             | Население | Количество населённых пунктов |
| -- | --------------------------------------------- | ---------------------------------- | --------- | ----------------------------- |
| 1  | Арамильский городской округ                   | Арамиль                            | ↗23 157   | 3                             |
| 2  | Асбестовский городской округ                  | Асбест                             | ↘58 683   | 3                             |
| 3  | Белоярский городской округ                    | Белоярский                         | ↘33 553   | 45                            |
| 4  | Берёзовский городской округ                   | Берёзовский                        | ↗76 947   | 18                            |
| 5  | Городской округ Богданович                    | Богданович                         | ↘43 705   | 39                            |
| 6  | Городской округ Верхнее Дуброво               | Верхнее Дуброво                    | ↘4567     | 1                             |
| 7  | Городской округ Заречный                      | Заречный                           | ↗31 833   | 5                             |
| 8  | город Каменск-Уральский                       | Каменск-Уральский                  | ↘162 730  | 7                             |
| 9  | Каменский городской округ                     | Каменск-Уральский (в ГО не входит) | ↘26 362   | 65                            |
| 10 | Малышевский городской округ                   | Малышева                           | ↘9539     | 4                             |
| 11 | Городской округ Рефтинский                    | Рефтинский                         | ↘15 084   | 1                             |
| 12 | Городской округ Сухой Лог                     | Сухой Лог                          | ↘46 570   | 26                            |
| 13 | Сысертский городской округ                    | Сысерть                            | ↗64 140   | 38                            |
| 14 | Муниципальное образование «поселок Уральский» | Уральский                          | ↘2143     | 1                             |

Согласно Областному закону от 24 декабря 1996 года N 58-ОЗ «Об исполнительных органах государственной власти Свердловской области», администрация Южного управленческого округа Свердловской области находится в городе Каменске-Уральском и осуществляет деятельность на территориях следующих административно-территориальных единиц Свердловской области: 5 районов, 4 городов (городов областного значения) и 1 закрытого административно-территориального образования.
| Административно- территориальная единица | Административный центр АТЕ                  | Муниципальные образования в границах АТЕ | Число АТЕ | Число АТЕ     | Число АТЕ        | Число АТЕ |
| Административно- территориальная единица | Административный центр АТЕ                  | Муниципальные образования в границах АТЕ | число вгр | число городов | число пгт (р.п.) | число c/c |
| ---------------------------------------- | ------------------------------------------- | ---------------------------------------- | --------- | ------------- | ---------------- | --------- |
| Белоярский район                         | город Белоярский                            | Белоярский ГО                            |           | 0             | 2                | 11        |
| Белоярский район                         | город Белоярский                            | ГО Верхнее Дуброво                       |           | 0             | 2                | 11        |
| Богдановичский район                     | город Богданович                            | ГО Богданович                            |           | 1             | 0                | 13        |
| Каменский район                          | город Каменск-Уральский (в район не входит) | Каменский ГО                             |           | 0             | 1                | 16        |
| Сухоложский район                        | город Сухой Лог                             | ГО Сухой Лог                             |           | 1             | 0                | 8         |
| Сысертский район                         | город Сысерть                               | Сысертский ГО                            |           | 2             | 0                | 7         |
| Сысертский район                         | город Сысерть                               | Арамильский ГО                           |           | 2             | 0                | 7         |
| город Асбест                             | город Асбест                                | Асбестовский ГО                          |           | 1             | 2                | 2         |
| город Асбест                             | город Асбест                                | Малышевский ГО                           |           | 1             | 2                | 2         |
| город Асбест                             | город Асбест                                | ГО Рефтинский                            |           | 1             | 2                | 2         |
| город Березовский                        | город Берёзовский                           | Берёзовский ГО                           |           | 1             | 0                | 0         |
| город Заречный                           | город Заречный                              | ГО Заречный                              |           | 1             | 0                | 1         |
| город Каменск-Уральский                  | город Каменск-Уральский                     | город Каменск-Уральский                  | 2         | 1             | 0                | 2         |
| ЗАТО поселок Уральский                   | поселок Уральский                           | МО поселок Уральский                     |           | 0             | 0                | 0         |
| ВСЕГО                                    |                                             |                                          | 2         | 8             | 5                | 60        |

## История
На ряде карт, по-видимому, ошибочно (или в соответствии со старыми данными) указывается, что в состав данного округа входит также Режевской городской округ, однако он входит в состав Восточного управленческого округа.
1 октября 2017 года Областной закон от 22 июля 1997 года № 46-ОЗ «О Южном управленческом округе» утратил силу, а администрация управленческого округа стала действовать согласно закону Свердловской области «Об исполнительных органах государственной власти Свердловской области», в частности, Главе III. Территориальные исполнительные органы государственной власти Свердловской области.

### Руководство
Список управляющих Южным Управленческим округом Свердловской области:
- Крупин Николай Михайлович (2011—2015)
- Астахов Михаил Семёнович (2016—2019)
- Бовт Сергей Михайлович (и. о. 2019 — н. в.)